# Índex h
L'índex h és un indicador estadístic que quantifica la productivitat científica i l'impacte dels articles d'un investigador. L'índex està basat en el conjunt dels treballs més citats de l'investigador i en el nombre de cites de cadascun d'aquests treballs. L'índex es pot aplicar també a grups de científics, departaments, universitats o països. L'índex va ser proposat per Jorge E. Hirsch, un físic de la Universitat de Califòrnia a San Diego, com una eina per determinar la qualitat relativa dels físics teòrics. Per això aquest índex s'anomena també índex de Hirsch.
Formalment, l'índex h es pot veure com un cas de la integral de Sugeno (un tipus d'integral difusa). La definició de Hirsch és equivalent al nombre d'Eddington (definit per avaluar ciclistes).

## Definició i objectiu
L'índex està basat en la distribució de cites que rep un investigador. Així, un investigador té un índex igual a h quan té més de h treballs que han rebut h cites, i en canvi la resta de treballs en tenen menys de h.
Per calcular-ho, considerem f una funció per indicar quantes cites té cada treball. Ordenem els valors de la funció de gran a petit, i després cerquem la darrera posició de f (anomenem aquesta posició h) on la funció és més gran que l'índex de la posició.
Per exemple, si tenim que un investigador amb 5 treballs A, B, C, D i E amb 10, 8, 5, 4 i 3 cites, respectivament, l'índex és igual a 4. Perquè el 4t treball té 4 cites i el 5è ja només en té 3. En canvi, si el nombre de cites d'aquests mateixos treballs és 25, 8, 5, 3 i 3, aleshores l'índex és 3, perquè el quart treball té només 3 cites i en canvi el tercer en te més de 3 (en te 5).
f(A)=10, f(B)=8, f(C)=5, f(D)=4, f(E)=3　→ h-index=4
f(A)=25, f(B)=8, f(C)=5, f(D)=3, f(E)=3　→h-index=3
Si tenim la funció f ordenada de petit a gran, podem calcular l'índex h com segueix
h-index (f) = {\displaystyle \max _{i}\min(f(i),i)}
L'índex es va definir per tal de millorar l'eficiència d'altres mesures més simples com el nombre total de cites o el nombre total de publicacions. A l'hora de comparar els índexs de diversos investigadors cal tenir en compte que en camps diferents els índexs presenten força variacions.

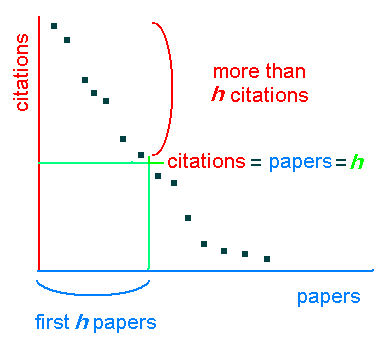
H-index a partir d'una funció de cites decreixent

Hirsch ha mostrat que l'índex h té un valor predictiu elevat de quan un científic ha guanyat honors com ara el premi Nobel. En física, un científic de productivitat moderada té un índex h igual al nombre d'anys en servei, en canvi en biomedicina els investigadors tenen valors més grans.

## Propietats
L'índex h és una funció monòtona amb relació a la funció.

## El càlcul de l'índex h
L'índex h es pot calcular de forma manual a partir de les bases de dades que hi ha internet (com ara Google Scholar). A més a més, algunes bases de dades de pagament com ara Scopus i Web of Knowledge ofereixen eines per calcular-lo de forma automàtica. Bases de dades diferents proporcionen habitualment valors diferents perquè l'índex depèn del nombre d'articles indexats. En general, com més papers indexats, més gran serà l'índex h (això es desprèn del fet que l'índex h és una funció monòtona respecte de la funció).
En particular, i amb relació a les bases de dades Google Scholar, Scopus i Web of Science se sap que Google Scholar té més cites que les altres dues però que les referències d'aquestes dues darreres són més acurades. Per altra banda, Web of Knowledge conté bàsicament articles en revista però no congressos ni conferències, la qual cosa penalitza aquells camps (com la informàtica) on moltes de les publicacions són en congressos. Scopus conté més dades de congressos però hi ha menys referències anteriors al 1992 que a la Web of Knowledge. Google Scholar també inclou congressos però com Scopus té poques referències anteriors al 1990 i a més a més es diu que inclou literatura grisa en les cites. Meho i Yang afirmen que la majoria de les cites addicionals del Google Scholar són fòrums amb revisió vàlids. Per resoldre la disparitat entre els diversos valors h s'ha suggerit utilitzar el màxim de les h.

### Llista d'índexs h
- Alguns químics amb els seus índexs h
- Alguns informàtics amb els seus índexs h
- Professors de Stanford (p-chem) de "The Everyday Scientist"
- Índexs h per revistes i països